# Кушкаран
Кушкаран (баш. Ҡушхаран) — деревня в Ермекеевском районе Республики Башкортостан Российской Федерации. Входит в состав Кызыл-Ярского сельсовета.

## География

### Географическое положение
Расстояние до:
- районного центра (Ермекеево): 18 км,
- центра сельсовета (Суерметово): 6 км,
- ближайшей ж/д станции (Приютово): 48 км.

## Население
| 2002 | 2009 | 2010 |
| ---- | ---- | ---- |
| 75   | ↘74  | →74  |

Национальный состав
Согласно переписи 2002 года, преобладающая национальность — башкиры (90 %).